# Голубев, Алексей Дмитриевич
Го́лубев Алексе́й Дми́триевич (род. 22 декабря 1976, Ленинград) — российский автогонщик, инженер-конструктор, бизнесмен.

## Биография
Родился 20 декабря 1976 в г.Ленинграде.
В 1985 году начал заниматься картингом в ДПШ-2 Московского района. Первые тренеры — А. В. Иванов и К. В. Ромашов.
В 1994 году окончил школу и поступил в СПбГМТУ на специальность «двигатели внутреннего сгорания».
В 1995 году впервые принял участие в соревнованиях на полноприводных автомобилях «Ралли Арагорн» в п. Юкки Ленинградской области.
В 1997 году входил в состав команды по картингу «Союз-96».
В 1998 с компаньоном В. В. Доильницыным основал компанию «Союз-96», названную в честь картинговой команды, для которой Алексей придумал это название. Организаторские способности А. Голубева позволили вывести компанию в лидеры российских предприятий, выпускающих защитно-декоративные аксессуары из нержавеющей стали для автомобилей ведущих мировых производителей. Так же «Союз-96» имеет лицензию на производство комплектующих для авиационной техники и осуществляет поставки узлов и комплектующих ФГУП «СибНИА им. С. А. Чаплыгина»
В 2001 году по приглашению Владислава Быстрова начал ездить с ним штурманом в трофи-рейдах.
В 2003 году стал серебряным призёром Чемпионата России по трофи-рейдам в качестве штурмана.
В 2004 году начал самостоятельную карьеру пилота. С 2004 по 2007 г. выступал в одном экипаже с Алексеем Гарагашьяном.
Так же с 2004 года занимается разработкой и созданием спортивных автомобилей для трофи-рейдов. Уникальное достижение: в течение семи лет создал три совершенно разных спортивных автомобиля (TRX04,TRX05, TRG06) каждый из которых в разные годы побеждал в Чемпионате России по трофи-рейдам.
C 2005 по декабрь 2015 года, член команды по трофи-рейдам Offroad Wolves, основанной в 2005 году совместно с Сергеем Савенко, одним из организаторов мотоклуба «Ночные волки».
В 2011 году Алексей Голубев переключился на выступления в Европе, а в 2012 году одержал победу в трофи-рейде Croatia Trophy.
В 2016 году совместно с В. В. Новиковым основал компанию «Союз-ТМ».
С января 2016 года председатель Комитета по трофи-рейдам Российской Автомобильной Федерации.

## Разработанные автомобили для трофи-рейдов
В мае 2005 года увидел свет прототип TRX-04. Удачная конструкция машины впоследствии была скопирована тремя российскими командами. Пилоты автомобиля 4 раза выигрывали Чемпионат России по трофи-рейдам.
- В 2005 году — А. Голубев.
- В 2007 году — С. Хальзев.
- В 2009 году — А. Голубев.
- В 2017 году — В. Лубешкин (копия автомобиля, сделанная по оригинальным чертежам).

В 2007 году появился прототип TRX-05. Автомобиль построен на полностью независимой подвеске McPherson с бортовыми редукторами. По окончании сезона 2008 года (серебряного для А.Голубева) автомобиль был продан вместе с конструкторской документацией одной из нижегородских команд. Впоследствии по чертежам TRX-05 был построен второй экземпляр автомобиля, использующий силовой агрегат Subaru, шасси при этом осталось неизменным. TRX-05 под управлением В. Амельченко был непобедим на трассах Чемпионата России по трофи-рейдам в течение сезонов 2010, 2011, 2012.
TRX-04 и TRX-05 создавались в соавторстве с Г. Е. Хаиновым, но ни до, ни после сотрудничества с Алексеем Голубевым, автомобили, построенные для трофи-рейдов Г. Е. Хаиновым значимых побед не одерживали.
В 2011 году из боксов выехал прототип TRG-06; автомобиль обладает положительной плавучестью. Но из-за изменившихся в 2012 году технических требований в части минимально разрешенной массы, автомобиль два года в Чемпионате России участия не принимал: оказался слишком лёгким. Однако в 2014 году автомобиль был приобретён командой «Aspec-motorsport», которая использовала балласт массой 200 кг; решение оказалось оправданным — и в 2015 году В. Г. Хорошавцев выиграл Чемпионат России на TRG06.

## Основные достижения в трофи-рейдах
- 2004 г. — обладатель Кубка стран Балтийского моря
- 2004, 2006, 2008 г. — победитель Ладога-трофи[2]
- 2005, 2009 г. — Чемпион России в абсолютном зачете в трофи-рейдах[3][4]
- 2011, 2012 г. — по приглашению журнала «За рулем» участвовал в «Гонке звезд»[5]
- 2012 г. — победитель «Croatia Trophy».

## Публикации
- Одиннадцать вопросов о трофи, «Круглый стол» журнала OFF-ROAD DRIVE (Овчинников, Слёпушкин, Усенок, Гадасин, Голубев, Евдокимов, Майоров, Павлов)
- Отчетная статья о 1 этапе ЧР в журнале «Off-road Drive», № 4 июль 2005
- Отчетная статья о 2 этапе ЧР в журнале «Off-road Drive», № 4 июль 2005
- Отчетная статья об этапе ЧР в Костроме «Сусанин Трофи» в журнале «4х4 Полный привод», № 96 октябрь 2011 (недоступная ссылка)
- Кагана". Василевский блеснул на МАЗе в последний день. Победил Николаев
- Трофи-рейд: «Кировские болота» покорились Алексею Голубеву
- Трофи-рейды: Offroad Wolves. История успеха.
- Трофи: Голубев — лучший покоритель ярославского бездорожья
- Завтра для чемпионов